# Mangora laga
Mangora laga là một loài nhện trong họ Araneidae.
Loài này thuộc chi Mangora. Mangora laga được Herbert Walter Levi miêu tả năm 2007.